# リターナーズ -赫の奇還者-
『リターナーズ -赫の奇還者-』は、極楽院櫻子による日本の漫画作品。『月刊ヤングジャンプ』2010年1月号から8月号まで連載され、同誌の休刊後は『ミラクルジャンプ』に移籍し15号まで掲載された。

## 登場人物
望 伊賦夜（ノゾム イブヤ）
男性。奇還者。記憶を失っており、自分の名前や赤衣の王のことしか覚えていない。
誓厄者を滅する光である閃刀（せんとう）を使える。
睦 日向（ムツム ヒムカ）
女性。巨乳。保護司代行。私立聖門女学院の理事長の孫娘。
眼鏡は格好良くて好き。苦手なものは足のない昆虫。
武器は刀。
マダム
女性。保護司。ホテル「ホテルドリーム」のオーナー。ババアと呼ばれることを嫌う。
巻 黒野（マキ クロノ）
女性。メイド。
茜 晴花（アカネ ハルカ）
赫石区厄災対策部危機管理課処理係の職員。女性。23歳で処女。
杏（アン）
保護司。眼帯をした女性。女性好き。
なな
名前も覚えていないため、当初は名前がなかった。女性。奇環者。バストサイズはG99。本名は「ななみ」。
誓厄者によって殺された。
赫光の発動条件は全裸。
吉峰（ヨシミネ）
メイド長。日向の師匠であり、ボディーガード。8年前から日向に仕えている。
套 織緒（カサネ オリオ）
奇環者。描いた絵が実体化する光絵（ヒカリエ）の能力を持つ。
ひつじ めめり
幼女。生還者で孤児。赤い羊の「めりーさん」を連れている。

## 用語
奇還者（リターナー）
誓厄者（プレッジ）
赤衣の王（しゃくいのおう）